# Coryphella parva
Coryphella parva är en snäckart som beskrevs av Hadfeild 1963. Coryphella parva ingår i släktet Coryphella och familjen Flabellinidae. Inga underarter finns listade i Catalogue of Life.